# Nokia Lumia 1520
O Lumia 1520 é o primeiro Windows Phone phablet smartphone produzido pela empresa finlandesa Nokia em parceria com a Microsoft. O dispositivo foi anunciado no evento Nokia World em 22 de outubro de 2013 em Abu Dhabi, juntamente com o Nokia Lumia 1320 e o tablet Nokia 10.1 polegadas Windows RT Nokia Lumia 2520. O Lumia 1520 é equipado com um chip quad-core MSM8974 Snapdragon 800 e com um processador ARM-bARM-basedased Krait 400 producido pela empresa de produção de semicondutores Qualcomm. O aparelho também conta com uma memória de 2 GB de RAM e uma GPU AMD Adreno 330. O chassi estrutural do smarthphone é composto por policarbonato com as cores brilhantes da série Lumia Serie's. Ele chegou ao mercado brasileiro em janeiro de 2014 com um preço de R$ 2.599,00.

## Design
A tela de IPS LCD do Lumia 1520 é a primeiro Windows Phone a ter uma tela na resolução de 1080p, possiblitando assim, 3 camadas de Live Tiles cobertos por um vidro Gorilla Glass 2. Em 6 polegadas, a tela possui uma densidade de pixel de 368ppi. O celular apresenta também uma câmera de 20 megapixel. Originalmente o aparelho possui um armazenamento interno de 32 GB com a possibilidade de expansão até 2 TB por meio de um cartão microSD em modelos internacionais SDXC.

## Software
Lançado em 2013, o Lumia 1520 possuia originalmente o Windows Phone 8.0 com a atualização Lumia Black e com a possibilidade de upgrade para o Windows Phone 8.1 e Windows 10 mobile. O aparelho ainda foi lançado com uma novidade da adição de mais uma coluna de Live Tiles na tela inicial. Essa funcionalidade só foi adicionada nos demais aparelhos de telas menores a partir do Windows Phone 8.1.

## Especificações[3]

### Tela
O Lumia 1520 conta uma LCD IPS, Full HD de 6 polegadas com densidade de pixels de 368 ppi, tecnologia ClearBlack e vidro Corning® Gorilla® Glass 2.

### Câmera
Câmera de 20 megapixels de resolução, com lentes óticas Carl Zeiss e tecnologia PureView. A câmera do 1520 traz fotos em ótima qualidade em ambientes iluminados e se sai bem em fotos com pouca luz (por causa do duplo flash de led). A câmera frontal é de 1.2 megapixels com possibilidade de filmar e fotografar em HD com 720p até 30fps.

### Hardware e processamento
O conjunto de processamento do Lumia 1520 conta com chipset Qualcomm MSM8974 Snapdragon 800, CPU quad-core de 2.2GHz e GPU Adreno 330 e memória RAM de 2GB.

### Armazenamento e Micro-SIM
O Lumia 1520 usa um cartão Nano-SIM. Todos os dados são armazenados na memória flash, de 32GB, e também no cartão SD. O Lumia 1520 se destaca por ter memória expansível até 64GB via cartão microSD e em modelos internacionais no padrão SDXC até 2 TB via microSD.

### Energia e bateria
- Bateria de 3400mAh;
- Bateria interna de íon de lítio recarregável;
- Bateria não removível;
- Carga via USB do computador ou carregador de tomada;
- Tempo de conversação: Até 30 horas;
- Tempo em espera: Até 32 dias;

### Conteúdo da caixa
- Aparelho Lumia 1520;
- Carregador padrão;
- Fones de ouvido;
- Cabo de dados;
- Chave para abertura da porta do chip SIM;
- Manual de usuário.